# Victor Acimovic
Pour les articles homonymes, voir Acimovic.
Viktor Aćimović  (en macédonien : Виктор Аќимовиќ) également translittéré Victor Acimovic, né à Tetovo, le 15 mai 1915, mort à Skopje, le 21 décembre 1987 est un photographe, cinéaste, journaliste et écrivain macédonien. On l’a appelé le Richard Sorge macédonien[réf. nécessaire].

## Biographie
Il a été membre d'honneur du Skopje Kino Club (ciné-club de Skopje) ; il est le père du réalisateur Karpo Godina,